# Catagramma guatemalena
Catagramma guatemalena är en fjärilsart som beskrevs av Bates 1866. Catagramma guatemalena ingår i släktet Catagramma och familjen praktfjärilar. Inga underarter finns listade i Catalogue of Life.